# 麥可·彼特·費爾受鞭刑案
麥可·彼特·費爾受鞭刑案指移居至新加坡的美國公民麥可·彼特·費爾（英語：Michael Peter Fay，1975年5月30日—），因犯法而被新加坡法庭判處鞭刑的案件。
在1993年，當時年紀僅18歲的費爾跟家人來到新加坡，他故意對當地民眾的車子塗鴉與砸玻璃，並涉嫌偷竊，因此被新加坡法庭判處易科罰金3500新加坡元、監禁四個月與鞭刑（鞭笞）6下。費爾承認有罪，但他後來堅稱他被勸告這樣的承認會免除鞭刑，他的供詞是虛假的，他從未破壞過任何車輛，並且他犯下的唯一罪行就是竊取標誌。雖然鞭刑是新加坡的例行判決，但其使用在美國引起了爭議，並且費爾的案件被認為是第一起涉及美國公民的案件。在美國總統要求寬大處理後，費爾判刑中的鞭笞最終從6減少到4。由於費爾是第一位被新加坡法庭判處鞭刑的美國公民，且美國政府也出面協調此案件，因此讓麥可·彼特·費爾的案件聲名大噪。美國與新加坡各大媒體也針對此事件報導一段時間。

## 涉案者背景
費爾生於美國密蘇里州的聖路易斯，父母喬治（George）和蘭迪費爾（Randy Fay）在他8歲時就已離婚。他童年時，被診斷出有注意力缺陷過動症，他的律師後來聲稱，此癥狀並不是造成他在新加坡破壞行為的原因。 
費爾在父母離婚後與媽媽和繼父一同移居至新加坡，而費爾則就讀新加坡美國學校。

## 破壞與偷竊
海峽時報曾在1993年接受新加坡民眾投訴，說有身分不明的人在他們社區对85％的汽車進行戳破輪胎和塗鴉，還用斧頭敲毀車窗。海峽時報又於當年秋天再度接到民眾投訴，說他的果園和六輛卡車被泼滿紅色油漆，估計至少要花六個月才能修復原狀。
在多方投訴下，警方最後抓到一名16歲的香港籍嫌疑犯「何枝肇」，他沒有被發現破壞汽車，但被指控無牌駕駛他父親的汽車。 在詢問何枝肇後，警方對包括Fay在內的新加坡美國學校的幾名外籍學生進行了質詢，並指控他們進行了50多項破壞行為。除了竊取路標外，Fay還承認破壞汽車。 他後來堅稱，他被告知這樣的請求會排除鞭刑，而且他的供詞是虛假的，他從未破壞過任何車輛，而且他所犯下的唯壹罪行就是竊取標誌。
後來麥可·費爾得知，此罪行會被新加坡法庭判處鞭刑，因此開庭時他一度否認破壞偷竊，但最後在證據確鑿之下，一審被判監禁4個月、罰3500新加坡元（2,214美元）和鞭刑六下 。但二審因為麥可·費爾之前曾不承認罪行，因此改判監禁8個月、罰3500新加坡元（2,214美元）和鞭刑十二下。
費爾的律師提出上訴，指出費爾的罪刑只是輕微塗鴉和竊盜，是可以恢復原狀的。雖然上訴失敗，但時任美國總統比尔·克林顿向新加坡請求能減輕費爾的罪刑，時任新加坡總統王鼎昌以尊重的姿態同意請求，將鞭刑部分由6下改成4下，其餘不變。
費爾於1994年5月5日如期在新加坡皇后羈留中心執行四下鞭刑。

## 美國的反應
美國政府表示，雖然新加坡有權利審判和懲罰費爾，但鞭刑並不適合用於青少年。美駐新加坡大使館指出，費爾塗鴨和破壞所造成的後果並不是永久性的，而鞭刑將對他造成長期生理與心理的創傷。
時任美國總統比尔·克林顿聲稱，這是一個極端且嚴重錯誤的刑罰，希望新加坡政府能從寬處理，否則將會繼續施壓。此外，有20多名美國參議員聯名寫信至新加坡政府，欲求從寬處理。費爾執行鞭刑期間，美國貿易代表說，他們將盡力阻止世界貿易組織的會議在新加坡舉行。而新加坡政府則回應，美國應該要多關注自己國內的社會問題，如美國的法律和社會秩序，並不是告訴其他國家該做什麼。
刑罰執行之後，費爾的案件被各大媒體廣泛地報導，世界各地有數十家媒體前往新加坡，以便隨時獲得案情的最新資訊 。紐約時報發表了數篇文章與評論，強烈譴責新加坡政府的行為，並號召美國公民湧入新加坡抗議。但也有一些媒體發表不實訊息，如新聞日報曾發表一篇專訪，說有民眾目擊新加坡公開費爾受刑畫面，但最後在各方查證與新加坡政府的否認下，證實純屬假造。
對於美國人民是否支持或反對鞭刑目前尚不清楚，因為各個新聞機構所做出的調查結果彼此矛盾。然而，有一部份的美國人十分支持鞭刑，理由是新加坡擁有刑罰的權利，他們可以選擇使用怎樣的刑罰 。另一些媒體指出，一旦美國人去國外，都必須接受該國的法律，不能干涉。 新加坡大使館也表示，他們接到數通強烈支持費爾刑罰的電話，並指出有很多調查數據都是偏向支持該刑罰。
媒體對此事件的後續相關報導持續了好幾年。

## 事件後的生活
麥可·彼特·費爾於1994年6月出獄，並回到美國與他的親生父親生活。 回國後，他和辯護律師接受幾個電視台的採訪，其中還在1994年6月29日接受CNN主持人賴瑞·金的專訪，他在專訪中表示，自己的確有損壞路牌，但否認損壞車輛一事。他還聲稱，在審問期間受虐數次。
在各個訪談中，他表示刑罰結束後臀部出血，幾乎不能走路，但不需要立即就醫。且還強調：「儘管非常的痛苦」。
雖然有不少人提議要將費爾的故事寫成一本書或電影，但他表示，絕不會出賣自己的故事來牟利。1994年夏天，費爾因為被丁烷燒傷臉部與手部而住院治療， 他出院後表示，聞丁烷的氣味能讓他忘去所有在新加坡不愉快的回憶。1996年，費爾在美國佛羅里達州因為酒後駕車而發生車禍，受了輕傷。 後來在1998年，費爾於佛羅里達州被檢舉涉嫌藏有大麻與其吸食器，但後來因證據不足被判無罪。
2010年6月，新加坡再度傳出類似、成為國際所矚目的事件。一名來自瑞士的IT顧問奧利弗·弗里克因在地铁车厢外涂鸦，擅闯保护区等罪名，被新加坡初級法院判處監禁五個月和鞭笞3下。

## 延伸閱讀
- Latif, Asad (1994). The Flogging of Singapore: The Michael Fay Affair. Singapore: Times Books International. ISBN 9812045309
- Gopal Baratham|Baratham, Gopal (1994). The Caning of Michael Fay. Singapore: KRP Publication. ISBN 9810057474
- The Asiaweek Newsmap (April 27, 1994). Asiaweek.
- Chew, Valerie (August 5, 2009). "Michael Fay", Singapore Infopedia. National Library Board.

## 外部連結
- （英文）粗糙的正義：鞭笞在新加坡引起激烈的辯論（页面存档备份，存于），1994年5月25日發表
- （英文）新加坡大使館對美國政府的回應，1994年4月1日發表